# Санта Кроче (Кампобасо)
Санта Кроче је насеље у Италији у округу Кампобасо, региону Молизе.
Према процени из 2011. у насељу је живело 51 становника. Насеље се налази на надморској висини од 763 м.